# コリンズ (アルバム)
『コリンズ』は、日本のバンド・10-FEETの9枚目のオリジナルアルバム。2022年12月14日に発売された。

## 概要
前作『Fin』より約5年ぶりに発売され、前作以降にリリースされたシングル「ハローフィクサー」「シエラのように」「アオ」「aRIVAL」「第ゼロ感」やカップリング曲「123456789101112」「彗星」など既発曲7曲を含む全15曲が収録されている。
収録曲「第ゼロ感」は映画『THE FIRST SLAM DUNK』のエンディング主題歌に起用されており、完全生産限定盤、通常盤BにはTAKUMAが手掛けた劇伴5曲が収録されている。
2022年12月23日に放送される「ミュージックステーションスーパーライブ」に「第ゼロ感」で初出演。バンドとしてのテレビでのパフォーマンスは結成25周年で初めてである。

## 制作
本作の収録曲の「SLAM」、「第ゼロ感」、「ブラインドマン」、「深海魚」は元々『THE FIRST SLAM DUNK』主題歌候補として制作していたものである。映画主題歌の話は2年前の2020年に決まっており、これらの楽曲は2年前から制作が進められた。主題歌として採用された「第ゼロ感」を含め、2年という長い歳月を制作時間に充てたのはこれまでの活動で初めてだったと語っている。
楽曲の制作開始時は『THE FIRST SLAM DUNK』の映像はできていなかっため、本編の静止画しかないという状況であった。このため、どういう曲調が正解か分からず複数の曲を作っておくということも意識したという。完全生産限定盤、通常盤Bにも収録された映画の劇伴は主題歌候補曲を作ってから制作され、これらを含め制作の2年間の9割は『THE FIRST SLAM DUNK』の為に時間を割いたという。アルバム制作は主題歌と劇伴制作がひと段落してから進められ、主題歌候補以外の楽曲はもともと自由に作っていたものを発展させたものが多い。
アルバムタイトルのコリンズは宇宙飛行士のマイケル・コリンズから。たまたま資料映像を観たフィル・コリンズからもきている。

## 収録曲
CD
| 全作詞・作曲: TAKUMA、全編曲: 10-FEET。 |                      |        |            |      |
| #                                       | タイトル             | 作詞   | 作曲・編曲 | 時間 |
| 1.                                      | 「SLAM」             | TAKUMA | TAKUMA     | 2:48 |
| 2.                                      | 「第ゼロ感」         | TAKUMA | TAKUMA     | 4:47 |
| 3.                                      | 「和」               | TAKUMA | TAKUMA     | 3:58 |
| 4.                                      | 「ハローフィクサー」 | TAKUMA | TAKUMA     | 3:26 |
| 5.                                      | 「まだ戻れないよ」   | TAKUMA | TAKUMA     | 0:45 |
| 6.                                      | 「aRIVAL」           | TAKUMA | TAKUMA     | 2:49 |
| 7.                                      | 「ブラインドマン」   | TAKUMA | TAKUMA     | 3:50 |
| 8.                                      | 「123456789101112」  | TAKUMA | TAKUMA     | 1:05 |
| 9.                                      | 「アオ」             | TAKUMA | TAKUMA     | 3:42 |
| 10.                                     | 「炎」               | TAKUMA | TAKUMA     | 1:13 |
| 11.                                     | 「彗星」             | TAKUMA | TAKUMA     | 1:52 |
| 12.                                     | 「アリア」           | TAKUMA | TAKUMA     | 2:21 |
| 13.                                     | 「おしえて」         | TAKUMA | TAKUMA     | 0:53 |
| 14.                                     | 「シエラのように」   | TAKUMA | TAKUMA     | 5:03 |
| 15.                                     | 「深海魚」           | TAKUMA | TAKUMA     | 5:13 |
| 合計時間:                               | 合計時間:            | 43:45  |            |      |

| 全作詞・作曲: TAKUMA、全編曲: 10-FEET。 |                        |        |            |      |
| #                                       | タイトル               | 作詞   | 作曲・編曲 | 時間 |
| 1.                                      | 「暁の砂時計」         | TAKUMA | TAKUMA     | 4:31 |
| 2.                                      | 「Alert of oz」        | TAKUMA | TAKUMA     | 6:02 |
| 3.                                      | 「Slash Snake」        | TAKUMA | TAKUMA     | 3:29 |
| 4.                                      | 「BLIZZARD GUNNER」    | TAKUMA | TAKUMA     | 4:20 |
| 5.                                      | 「Double crutch ZERO」 | TAKUMA | TAKUMA     | 8:05 |
| 合計時間:                               | 合計時間:              | 26:27  |            |      |

完全生産限定盤DVD
| #   | タイトル                      | 作詞 | 作曲・編曲 |
| --- | ----------------------------- | ---- | ---------- |
| 1.  | 「VIBES BY VIBES <DAY1>」     |      |            |
| 2.  | 「aRIVAL <DAY1>」             |      |            |
| 3.  | 「オフショット映像 <DAY1>」   |      |            |
| 4.  | 「アオ <DAY2>」               |      |            |
| 5.  | 「火とリズム <DAY2>」         |      |            |
| 6.  | 「シエラのように <DAY2>」     |      |            |
| 7.  | 「オフショット映像 <DAY2>」   |      |            |
| 8.  | 「ライオン <DAY3>」           |      |            |
| 9.  | 「オフショット映像 <DAY3>」   |      |            |
| 10. | 「Fin <DAY4>」                |      |            |
| 11. | 「ハローフィクサー <DAY4>」   |      |            |
| 12. | 「back to the sunset <DAY4>」 |      |            |
| 13. | 「CHERRY BLOSSOM <DAY4>」     |      |            |
| 14. | 「オフショット映像 <DAY4>」   |      |            |

## 楽曲について
1. SLAM
2. 第ゼロ感
  - 東映系アニメ映画「THE FIRST SLAM DUNK」エンディング主題歌。
  - 『SLAM DUNK』原作者の井上雄彦と二人三脚で制作された楽曲である。映画の内容を公開まで出さないという井上の意向から、具体的に歌詞にしないようにしつつも作品に寄り添えるような言葉選びを気をつけたと語っている[5]。
3. 和
4. ハローフィクサー
  - 18thシングル。
5. まだ戻れないよ
  - TAKUMAによるアコースティックナンバー。
6. aRIVAL
  - 配信限定シングル。
7. ブラインドマン
8. 123456789101112
  - 18thシングルカップリング。
9. アオ
  - 20thシングル。ドラマ「バイプレイヤーズ 〜名脇役の森の100日間〜」主題歌。
10. 炎
11. 彗星
  - 19thシングルカップリング。
12. アリア
13. おしえて
  - TAKUMAによるアコースティックナンバー。
14. シエラのように
  - 19thシングル。
15. 深海魚